# Take Shelter
Take Shelter es una película estadounidense independiente de género dramático, dirigida y escrita en 2011 por Jeff Nichols. La cinta está protagonizada por Michael Shannon y Jessica Chastain.

## Sinopsis
En un pequeño pueblo ubicado en el estado de Ohio, un hombre llamado Curtis LaForche comienza a tener extraños sueños de carácter apocalíptico, pero mantiene a su esposa Samantha y a su pequeña hija Hannah al margen.
Tras pensarlo seriamente, Curtis decide dedicarse a la construcción de un refugio para tormentas en el patio trasero de su hogar, pero sus continuas y extrañas visiones y sueños hacen cada vez más anormal su comportamiento con su familia y la relación con sus allegados.
A medida que el pequeño escondite se va construyendo, Curtis teme descubrir la verdad y el origen real de sus sueños.
Estos conflictos le harán cuestionarse si el auténtico motivo de la construcción del refugio es proteger a su familia de la llegada de una tormenta cercana, o de sí mismo.

## Reparto
- Michael Shannon como Curtis LaForche.
- Jessica Chastain como Samantha LaForche.
- Katy Mixon como Nat.
- Shea Whigham como Dewart.
- Kathy Baker como Sarah.
- Ray McKinnon como Kyle.
- Lisa Gay Hamilton como Kendra.
- Tova Stewart como Hannah LaForche.
- Stuart Greer como Army/Navy Dave.

## Recepción de la crítica
La película posee un 92% de aceptación en Rotten Tomatoes, sobre 139 comentarios. Mientras en Metacritic su aprobación llega al 85% sobre 33 comentarios.
Roger Ebert de Chicago Sun Times la consideró una de las mejores cintas del año diciendo: "la película no termina con "un final sorprendente", pero sí lo hace con una serie de disparos que brillantemente resumen todo lo que se había visto antes. Esto es cine magistral".
Lisa Schwarzbaum de Entertainment Weekly expresó: "el director y escritor Jeff Nichols construye su elegante cinta con el tiempo sensible de una historia de terror, entre las ondas de tensión que crecen mientras se colocan a las tempestades".
A.O. Scott de The New York Times opinó: "se trata de una exploración tranquila e implacable de los recientes -y no tan recientes- terrores que acosan a la vida americana contemporánea. Es una película de horror que problematiza tu sueño no con las visiones de monstruos, pero sí con un temor más familiar".

## Premios
Independent Spirit Awards
| Año  | Categoría               | Persona          | Resultado |
| ---- | ----------------------- | ---------------- | --------- |
| 2011 | Mejor película          |                  | Candidata |
| 2011 | Mejor dirección         | Jeff Nichols     | Candidato |
| 2011 | Mejor actor             | Michael Shannon  | Candidato |
| 2011 | Mejor actriz de reparto | Jessica Chastain | Candidata |

Festival Internacional de Cine de Gijón
| Año  | Categoría                  | Persona | Resultado |
| ---- | -------------------------- | ------- | --------- |
| 2011 | Premio Especial del Jurado |         | Ganadora  |

Festival de Cine de Cannes
| Año  | Categoría                         | Persona      | Resultado |
| ---- | --------------------------------- | ------------ | --------- |
| 2011 | Premio de la Semana de la Crítica | Jeff Nichols | Ganador   |